# 大いなる眠り
『大いなる眠り』（おおいなるねむり、The Big Sleep）は、アメリカの作家レイモンド・チャンドラーのハードボイルド小説。1939年刊。私立探偵フィリップ・マーロウを主人公とする長編シリーズの第1作目。
マーロウの視点からの一人称で描かれる。1935年に『ブラック・マスク』に発表された「キラー・イン・ザ・レイン」が一部取り込まれ、ストーリーは分かり辛く矛盾も多いとされるが、ハードボイルド小説史上の古典として高く評価されている。

## あらすじ
フィリップ・マーロウは、スターンウッド将軍の娘が脅迫されている事件の依頼を受け、脅迫状の差出人の家を訪ねる。銃声を聞いてマーロウが部屋に飛び込むと、そこはヌード写真の撮影現場で、男の死体と裸身の将軍の娘を目にする。

## 日本語訳
- 「別冊宝石13号 世界探偵小説名作選4 R・チャンドラア P・ワイルド特集」1951年8月に『大いなる眠り』収録。
- 「別冊宝石43号 世界探偵小説全集10 チャンドラー篇」1954年12月に、『大いなる眠り』収録。[日本語訳 1]
- 本作品は、かつては東京創元社、現在は早川書房の日本語版翻訳権独占作品となっている。

| 出版年        | タイトル                                           | 出版社     | 文庫名等                      | 訳者       | 巻末                                                                | ページ数 | ISBNコード     | カバーデザイン                                     | 備考 |
| ------------- | -------------------------------------------------- | ---------- | ----------------------------- | ---------- | ------------------------------------------------------------------- | -------- | -------------- | -------------------------------------------------- | --- |
| 1956年        | 大いなる眠り                                       | 東京創元社 | 世界推理小説全集 26           | 双葉十三郎 |                                                                     | 196      |                |                                                    | |
| 1961年2月     | 大いなる眠り かわいい女 郵便配達は二度ベルを鳴らす | 東京創元社 | 世界名作推理小説大系 19       | 双葉十三郎 | 解説 中島河太郎                                                     | 527      |                |                                                    | 『大いなる眠り』、 『かわいい女』（清水俊二 訳）、 ジェイムズ・Ｍ・ケイン『郵便配達は二度ベルを鳴らす』 （田中西二郎 訳）収録 |
| 1959年8月     | 大いなる眠り                                       | 東京創元社 | 創元推理文庫131-1             | 双葉十三郎 | 解説 中島河太郎                                                     | 279      | 4488131018     | カバー撮影:板橋利男、 カバーデザイン:小倉敏夫 ほか | |
| 2012年12月1日 | 大いなる眠り                                       | 早川書房   | 単行本                        | 村上春樹   |                                                                     | 328      | 978-4152093424 | 坂川栄治+坂川朱音 （坂川事務所）                   | |
| 2014年7月24日 | 大いなる眠り                                       | 早川書房   | ハヤカワ・ミステリ文庫HM 7-14 | 村上春樹   | 「警察にできなくて、フィリップ・マーロウにできること」 訳者あとがき | 386      | 978-4150704643 | 坂川栄治+坂川朱音 （坂川事務所）                   | 電子書籍も刊 |

## 映画化
- 三つ数えろ（1946年/アメリカ映画）
監督ハワード・ホークス、主演ハンフリー・ボガートとローレン・バコールで、ワーナー・ブラザースにより映画化された。日本では『三つ数えろ』の邦題で公開されてヒットした。脚本には、ノーベル賞作家のウィリアム・フォークナーや、女流SF作家としても知られるリイ・ブラケットが携わっている。
- 大いなる眠り（1978年/イギリス・アメリカ映画）
舞台を現代イギリスに移して、マイケル・ウィナー監督・脚本、ロバート・ミッチャム主演でユナイテッド・アーティスツがリメイクしたもの。ミッチャムは1975年の『さらば愛しき女よ』につづくマーロウ役。